# 90-es évek
(Az 1990-es évek eseményei itt olvashatókː 1990-es évek)
- Évszázadok: i. e. 1. század · 1. század · 2. század

Évtizedek: 40-es évek · 50-es évek · 60-as évek · 70-es évek · 80-as évek · 90-es évek · 100-as évek · 110-es évek · 120-as évek · 130-as évek · 140-es évek
Évek: 90 · 91 · 92 · 93 · 94 · 95 · 96 · 97 · 98 · 99

## Események

### Vallás
- Az újszövetségi Jelenések könyve valószínűsíthető keletkezése
- A buddhizmus szakadása egy új irányzatot hoz létre Indiábanː mahájána (nagy szekér)

## Híres személyek
- Domitianus római császár (81-96)
- Nerva római császár (96-98)
- Traianus római császár (98-117)
- Evarisztosz pápa (97-105?)